# Église de Hvalsey
L'église de Hvalsey (en danois : Hvalsey Kirke) est une ancienne église en ruines située à Hvalsey (Qaqorkutulooq en groenlandais), au Groenland.

## Caractéristiques
L'église s'élève sur la côte du fjord de Hvalsey (ou Qaqortukulooq), à une vingtaine de km au nord-est de Qaqortoq, la plus grande ville du sud du Groenland.
L'édifice mesure 16 m de long sur 8 m de large, et ses murs atteignent 1,5 m d'épaisseur. Les ouvertures des fenêtres sont plus larges à l'intérieur qu'à l'extérieur, un détail qu'on ne retrouve pas dans les églises d'Islande mais plus connu dans les églises primitives du Royaume-Uni, une source possible pour ce type d'édifice. Les pignons sont situés entre 5 et 6 m au-dessus du sol, et étaient à l'origine 2 m plus haut. Les longs murs sont hauts d'environ 4 m et là encore ont été plus élevés par le passé. Le toit, effondré, était probablement en bois et recouvert d'herbe. Les fondations sont du même matériau que l'église, mais l'architecte a omis d'enlever l'herbe, l'une des raisons pour lesquelles l'église s'est enfoncée de manière inégale. Par conséquent, les murs ne sont plus complètement droits.
Les pierres ont été posées et montées avec attention. Certaines pèsent entre 4 et 5 tonnes, ou plus. Du mortier a été utilisé, mais il n'est pas connu s'il l'était entre les pierres ou simplement comme plâtre sur les murs extérieurs. Ce mortier étant fait de coquilles écrasées, l'église pourrait avoir été blanche à sa construction. Qaqortoq signifie « le lieu blanc » et la ville actuelle à l'embouchure du fjord pourrait avoir obtenu son nom par association avec l'église.

## Historique
L'église de Hvalsey est le bâtiment le mieux préservé de la colonisation viking des Amériques ; construite en pierre de taille, l'église a survécu tandis que les églises islandaises de l'époque, en bois et herbe, ont disparu.
L'architecture de l'édifice semble proche d'édifices scandinaves similaires du XIVe siècle. L'église se situe dans une région appelée Eystribygð par les Scandinaves, la colonie orientale, quand les Vikings s'installent au Groenland vers 985. Des tombes antérieures existent sous les murs de l'édifice, mais aucun édifice plus ancien n'est identifié sur le site. L'église de Hvalsey est mentionnée dans plusieurs documents du Moyen Âge tardif comme membre d'une dizaine d'églises paroissiales de la colonie orientale. Elle est encore en usage en 1408.
L'église de Hvalsey figure sur le dernier document concernant les colonies scandinaves du Groenland, l'enregistrement le 16 septembre 1408 d'un mariage entre les Islandais Þorsteinn Ólafsson (is) et Sigríður Björnsdóttir. Par la suite, le contact est perdu avec le Groenland scandinave, même si on suppose que la colonie orientale a subsisté jusque dans les années 1450, voire encore plus tard.
En 1723, Hans Egede est le premier Européen à visiter à nouveau le site, tandis qu'il voyage vers le sud à la recherche de tout Scandinave survivant. Il décrit les ruines de l'église de Hvalsey et réalise une excavation sommaire. Selon sa description, les ruines sont alors dans une condition similaire à aujourd'hui.
Au XXe siècle, l'église est restaurée, mais aucune tentative de reconstruction n'est entreprise, seulement une prévention contre une ruine supplémentaire. Le gouvernement du Groenland s'est engagé à proposer l'église au patrimoine mondial auprès de l'UNESCO.[réf. nécessaire]